# Sanday
Sanday (dt. „Sandinsel“) gehört zu den schottischen Orkneyinseln. Sie liegt etwa 28 km nordöstlich der Inselhauptstadt Kirkwall. Der von den Wikingern stammende Name der fast baumlosen, flachen Insel (die höchste Erhebung beträgt 66 m) deutet auf die Sandstrände der Insel.
Mit einer Länge von 20 km bei einer maximalen Breite von 8,5 km ist sie mit einer Fläche von 50,43 km² die größte der nördlichen Orkneyinseln. Die Küstenlinie ist auf Grund schmaler Landzungen und tief einschneidender Buchten sehr lang. Sanday hat ein mildes Klima (Temperaturen ca. zwischen 0 und 20 °C), ist aber starken Winterstürmen ausgesetzt. Die Insel wird von einigen Gruppen kleiner unbewohnter Inseln (Holmes) umgeben (Holms of Ire, Holms of Spurness), die Vogelparadiese und Seehundplätze sind.
2011 hatte Sanday 494 Einwohner. Besiedlungsschwerpunkte sind Kettletoft, wo bis 1992 die Fähre anlegte, und Roadside, auch „Lady Village“ genannt. Die meisten Bewohner leben in verstreuten Häusern. Auf Sanday gibt es zwei Läden für den allgemeinen Bedarf, eine Kirche, eine Arztpraxis, zwei Krankenschwestern, eine Schule, zwei Pubs, ein kleines Museum, einen Fahrradladen, zwei Autoreparaturwerkstätten, eine „Village Hall“ an der Schule und ein kleines Hallenbad. Die Schule bietet Kindergarten, sieben Grundschulklassen und vier Sekundarschulklassen. Die letzten Schuljahre verbringen die Inselkinder an der Schule in Kirkwall und können  während der Woche in einem speziellen Schulhostel wohnen. Während der 1870er Jahre hatte die Insel mit rund 2500 Bewohnern die höchste Bevölkerungszahl. Relikt dieser Zeit ist die im Norden gelegene verlassene Ortschaft Ortie.
Erwerbszweige sind Landwirtschaft (hauptsächlich Viehhaltung), dazu Küstenfischerei, vor allem auf Muscheln, Krebse und Hummer, sowie in steigendem Maße der Tourismus.
Der berühmteste Bewohner der Insel war der Komponist Sir Peter Maxwell Davies (1934–2016). Dass das Orkney Islands Council dem örtlichen Standesbeamten die Trauung von Davies mit seinem Lebensgefährten Colin Parkinson auf deren Heimatinsel untersagte, sorgte 2007 für internationale Aufmerksamkeit.

## Verkehr
Es bestehen regelmäßige Fährverbindungen von Loth nach Kirkwall und zur Nachbarinsel Eday. Andere benachbarte Inseln (Westray, Papa Westray, Stronsay und North Ronaldsay) sind im Sommer gelegentlich mit der Fähre erreichbar. Außerdem gibt es tägliche Linienflüge nach Mainland und Stronsay. Auf Grund der Entfernungen ist es schwer möglich, alle Sehenswürdigkeiten auf Sanday bei einem Tagesbesuch zu besichtigen.
Auf Sanday gibt es einen öffentlichen Minibusservice, der auf Bestellung Passagiere von und zur Fähre bringt.
Leihfahrräder sind verfügbar.

## Sehenswürdigkeiten
Neben den Naturschönheiten wie den seltenen Pflanzen und den oftmals von Seehunden bevölkerten Sandstränden gibt es zahlreiche archäologische Fundstellen.

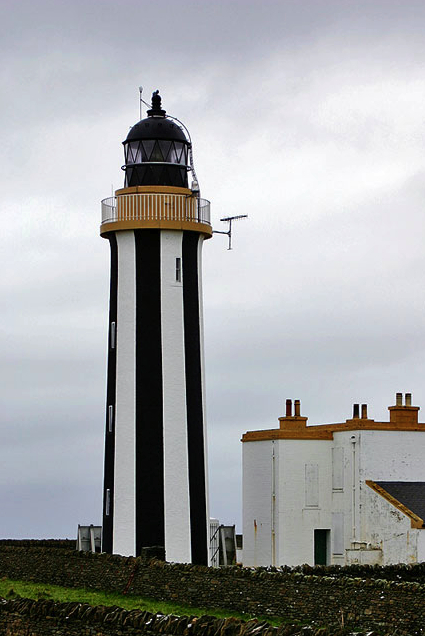
Leuchtturm „Start Point“

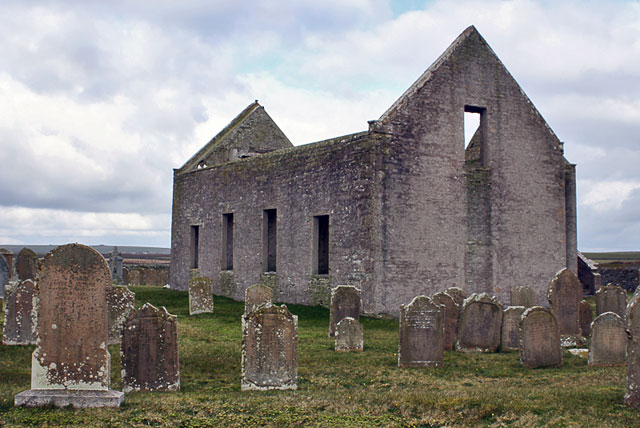
Ruine der Lady Kirk

Von neolithischer Besiedlung zeugt der Quoyness Cairn auf der Halbinsel Elsness, eine Anlage des Maeshowe-Typs. Die Anlage aus dem 3. Jahrtausend v. Chr. ist sehr gut erhalten und hat eine Innenhöhe von etwa vier Metern. Die Insel hat drei weitere Megalithanlagen, vom Typ Stalled Cairn. Im Nordosten liegt das Gräberfeld von Toftsness mit über 800 Hügelgräbern. Es ist einer der größten vorgeschichtlichen Bestattungsplätze in Nordeuropa. Am Ende der Landzunge Tresness liegen der Broch von Wasso. Bei der Old Lady Kirk gibt es die vorgeschichtlichen „Ladie’s Fingers“, (Schleifrillen). Weitere Bauwerke und Gräberfelder, die zumeist nicht ausgegraben wurden, stammen aus der Stein-, Eisen- und Wikingerzeit.
Zu den spektakulären Funden gehört das 1985 vom Sturm freigelegte Wikingerbootsgrab von Scar oder Quoy Banks mit Beigaben wie Fibel, Schwert, Sichel und Spinnwirteln. Besonders schön ist eine Tafel aus Walknochen, die „Scar Dragon Plaque“ (all Funde sind heute im Museum von Kirkwall). In der Nähe liegt der Stone o’ Scar.
Alistair Rennie hat Berichte aus dem 19. Jahrhundert über einen durch die Sturmflut von 1838 versunkenen Wald bei Otterswick untersucht. Während einer der niedrigsten Gezeiten des Jahres konnte er Torf unter etwa einem Meter Muschelsand freilegen. Er enthielt Holzstücke, die als Reste von Weiden identifiziert wurden, die bis zu einer Höhe von etwa drei Metern wuchsen. Das Holz wurde mittels Radiokarbon auf 6500 v. Chr. datiert. Seit dem Verschwinden des Waldes ist der Meeresspiegel um etwa drei Meter gestiegen und der Wald ist einer der wenigen Belege für vorzeitliche Baumbewuchs auf den seither baumarmen Orkney. 
Im Osten liegt der 1802 erbaute Leuchtturm von „Start Point“, der bei Flut von der Hauptinsel getrennt ist. Auf der Halbinsel Tresness, im Süden liegt die gleichnamige Farm mit dem gut erhaltenen Horse Energie House, einem sechseckigen Steinbau mit Pyramidendach, in dem Pferde die Energie zur Bewirtschaftung der Farm erzeugten. Ein Beispiel für den Versuch, die erforderliche Energie durch eine Dampfmaschine zu erzeugen, ist die heute verfallene Stove Model Farm im Süden. Der Betreiber scheiterte, da die Kosten für die Brennstoffe Kohle und Torf, die es auf Sanday nicht gibt, zu hoch waren.
Für Gäste stehen zwei Hotels, ein Hostel mit Platz für Wohnwagen und Zelte, mehrere Unterkünfte sowie Ferienwohnungen zur Verfügung.